# Tatura
Cet article concerne la ville australienne. Pour le papillon, voir Theclopsis.
Tatura est une ville de la région de Goulburn Valley (en) dans l'état de Victoria en Australie. Elle se trouve dans la zone d'administration locale de la ville du grand Shepparton à 167 km au nord de Melbourne, la capitale de l'État et à 18 km à l'ouest du centre régional de Shepparton. Au recensement de 2006, Tatura avait une population de 3 533 habitants.

## Histoire
Pendant la Seconde Guerre mondiale, des prisonniers de guerre iraniens, italiens et allemands, capturés pendant la campagne d'Afrique et l’invasion anglo-soviétique de l'Iran, ainsi que les Allemands de la colonie du Temple à Jaffa, sont déplacés dans un camp à Tatura.

## Photos de la ville

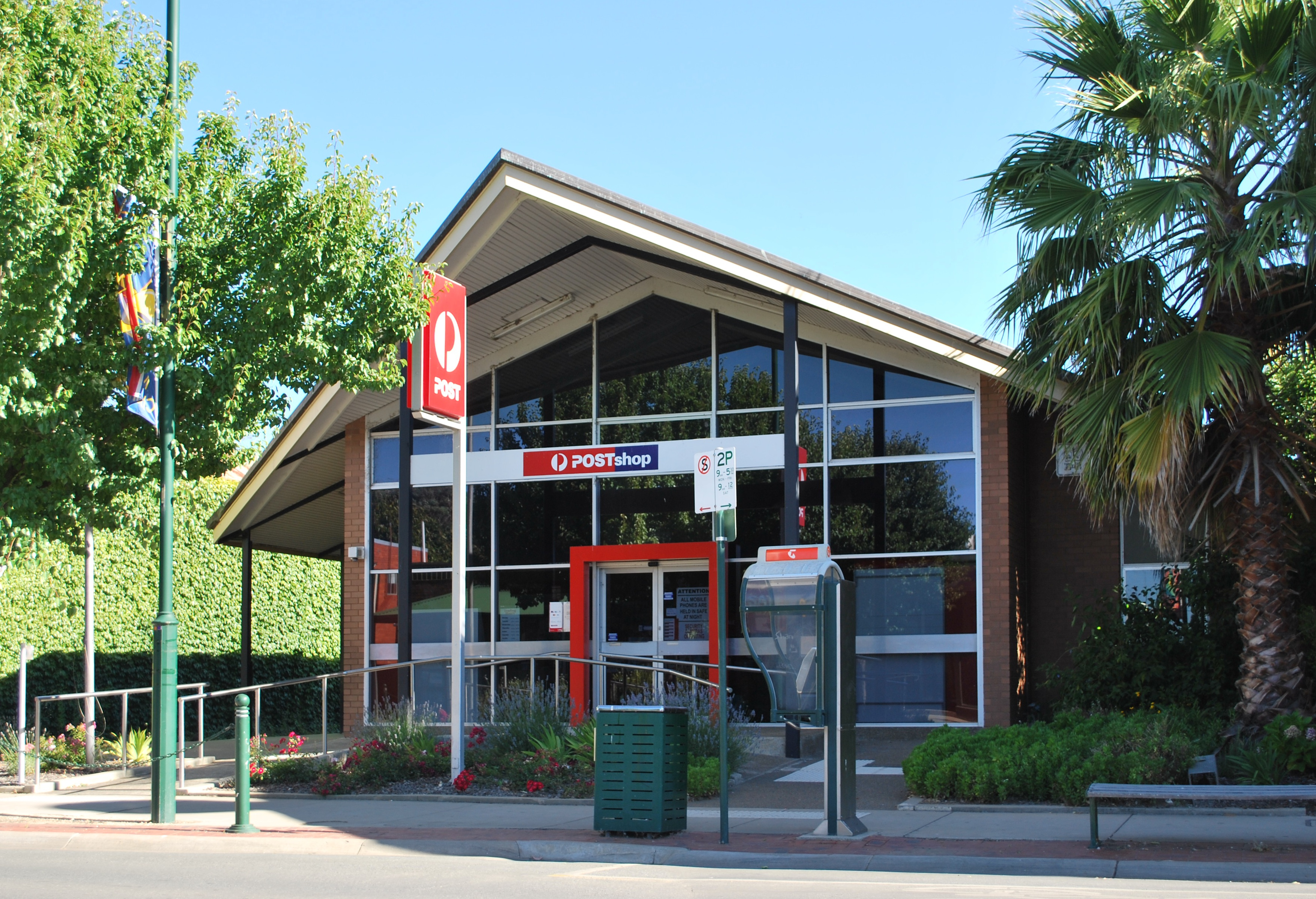
Bureau de poste de Tatura.
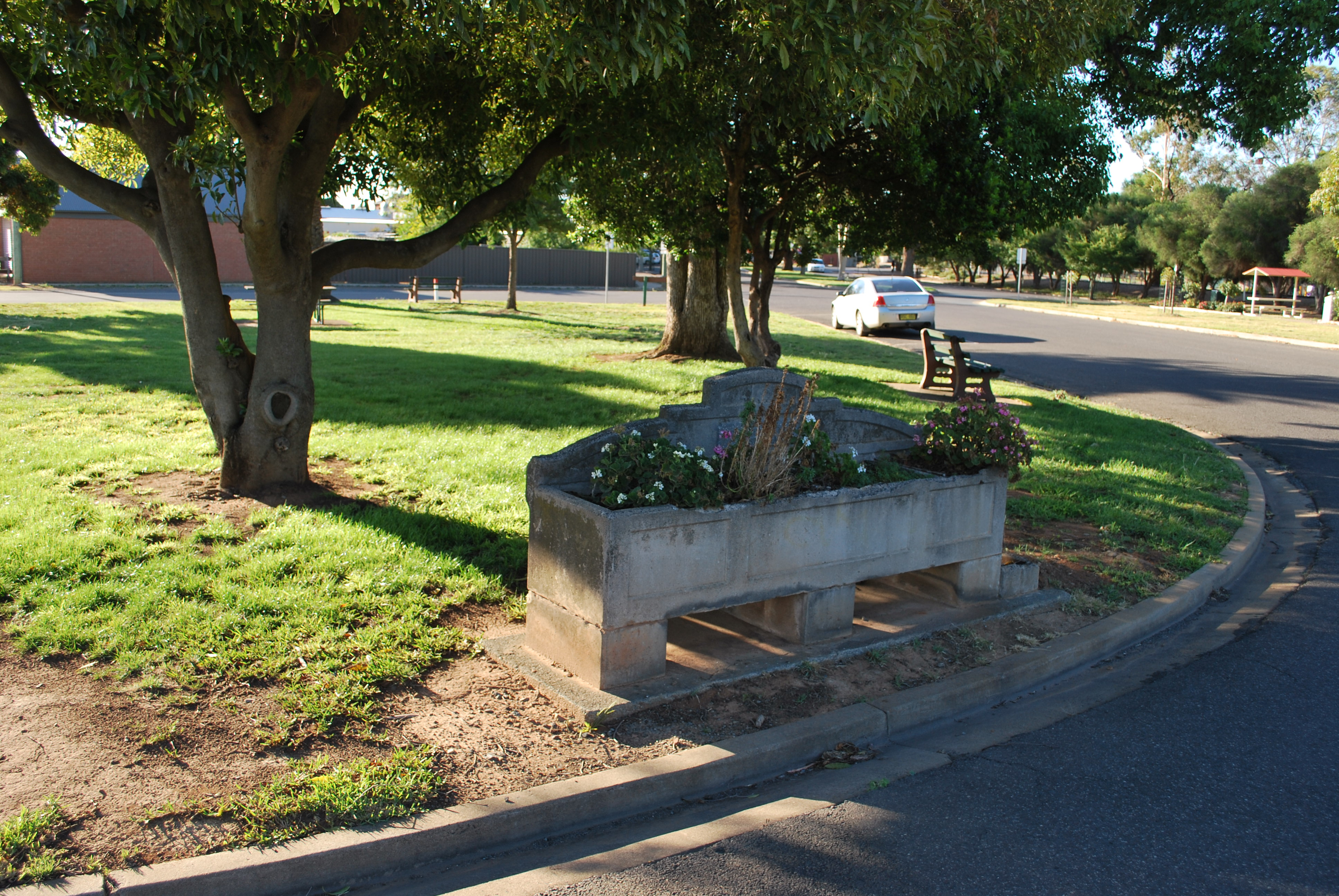
Abreuvoir à chevaux transformé en bac à fleurs.
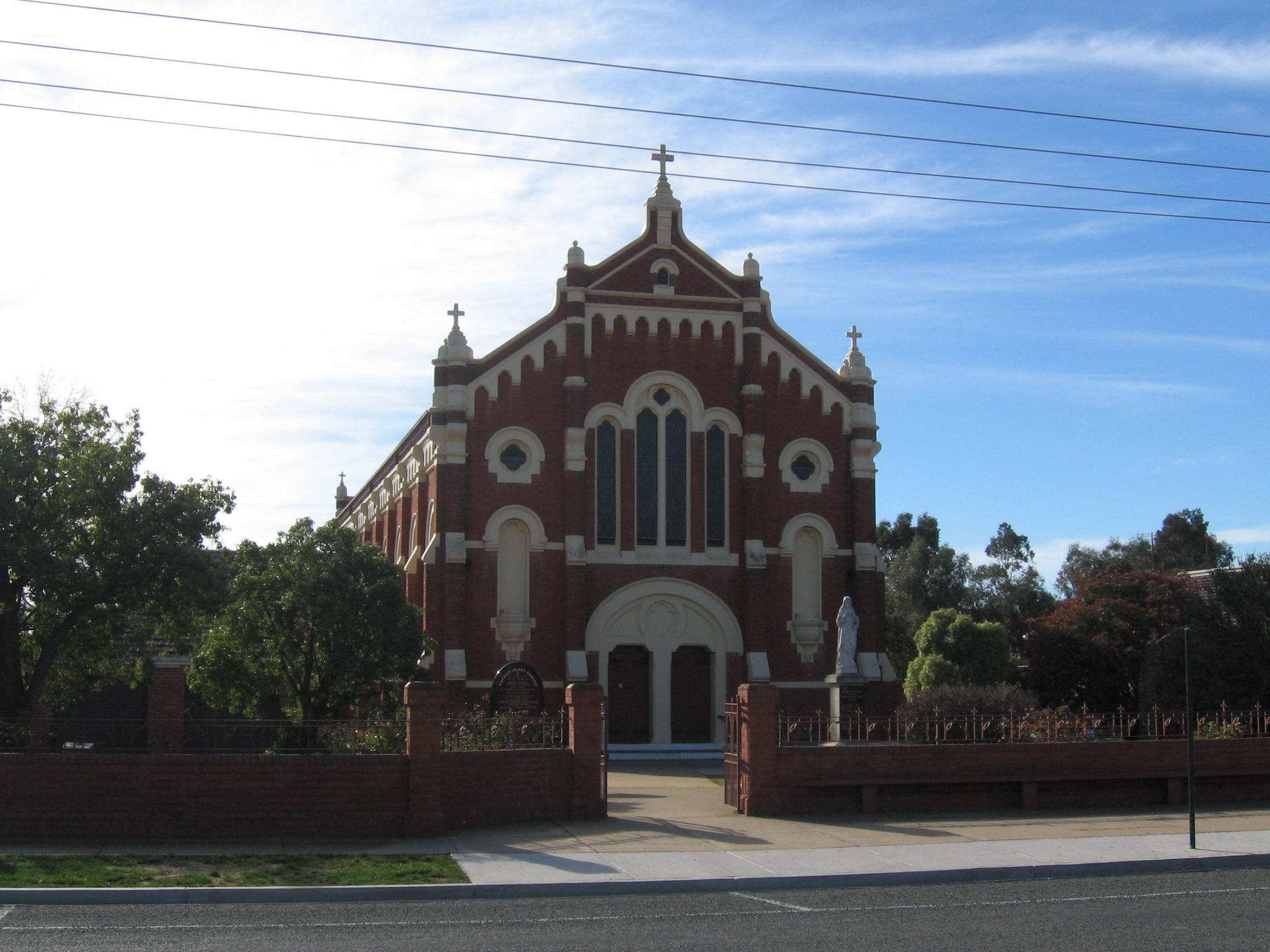
Église catholique de Tatura.
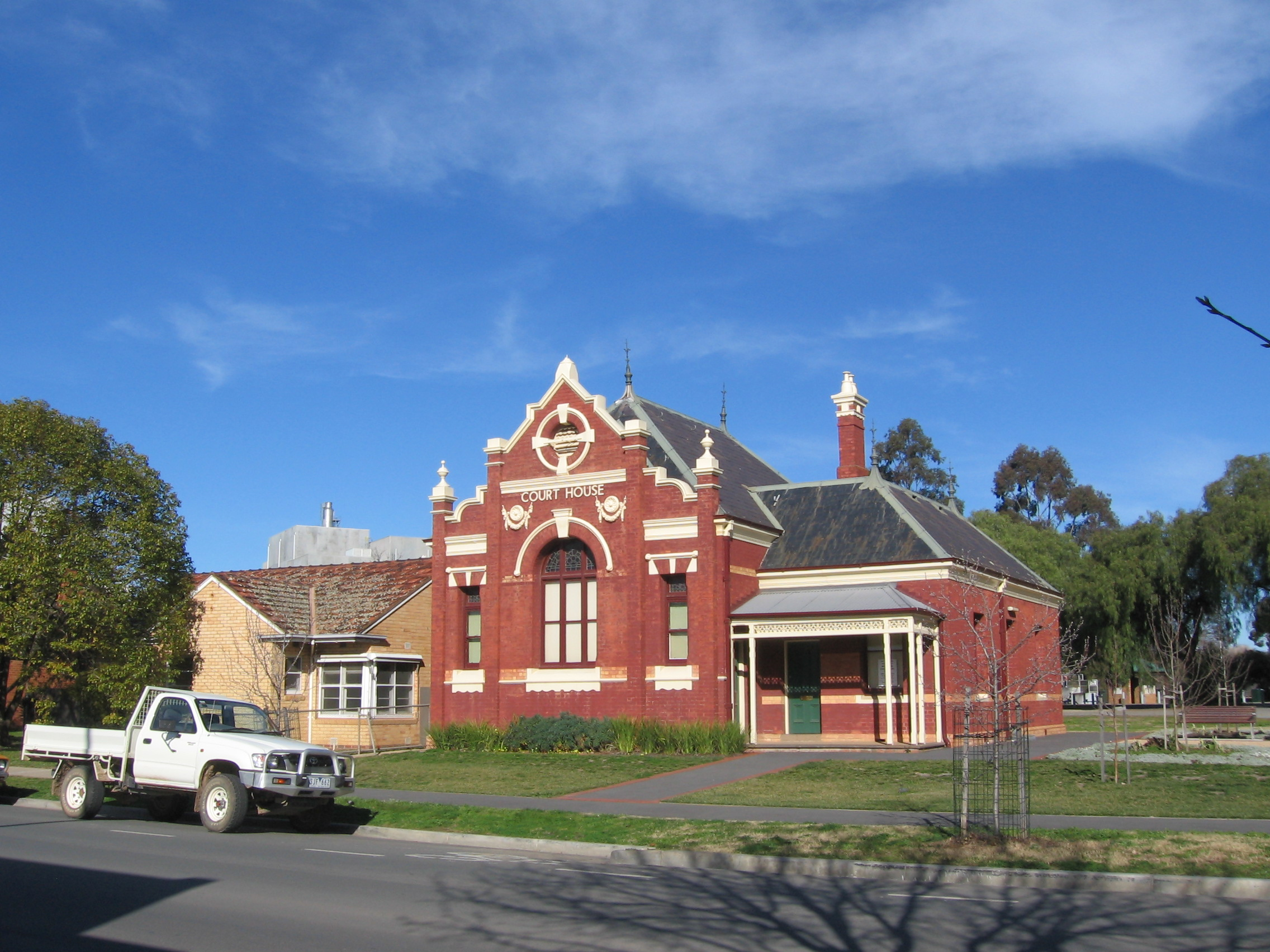
Tribunal de Tatura.
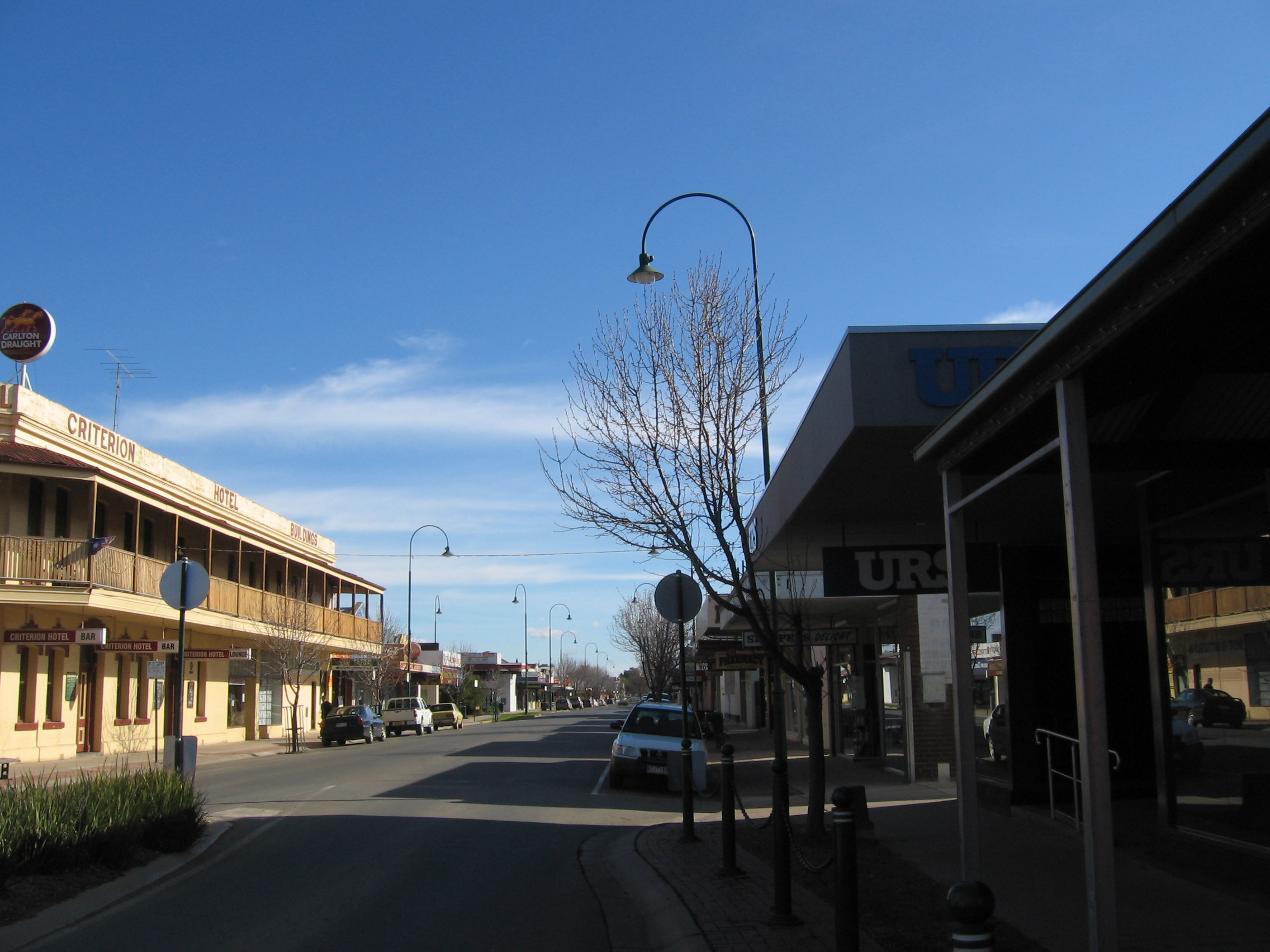
Rue principale de Tatura.
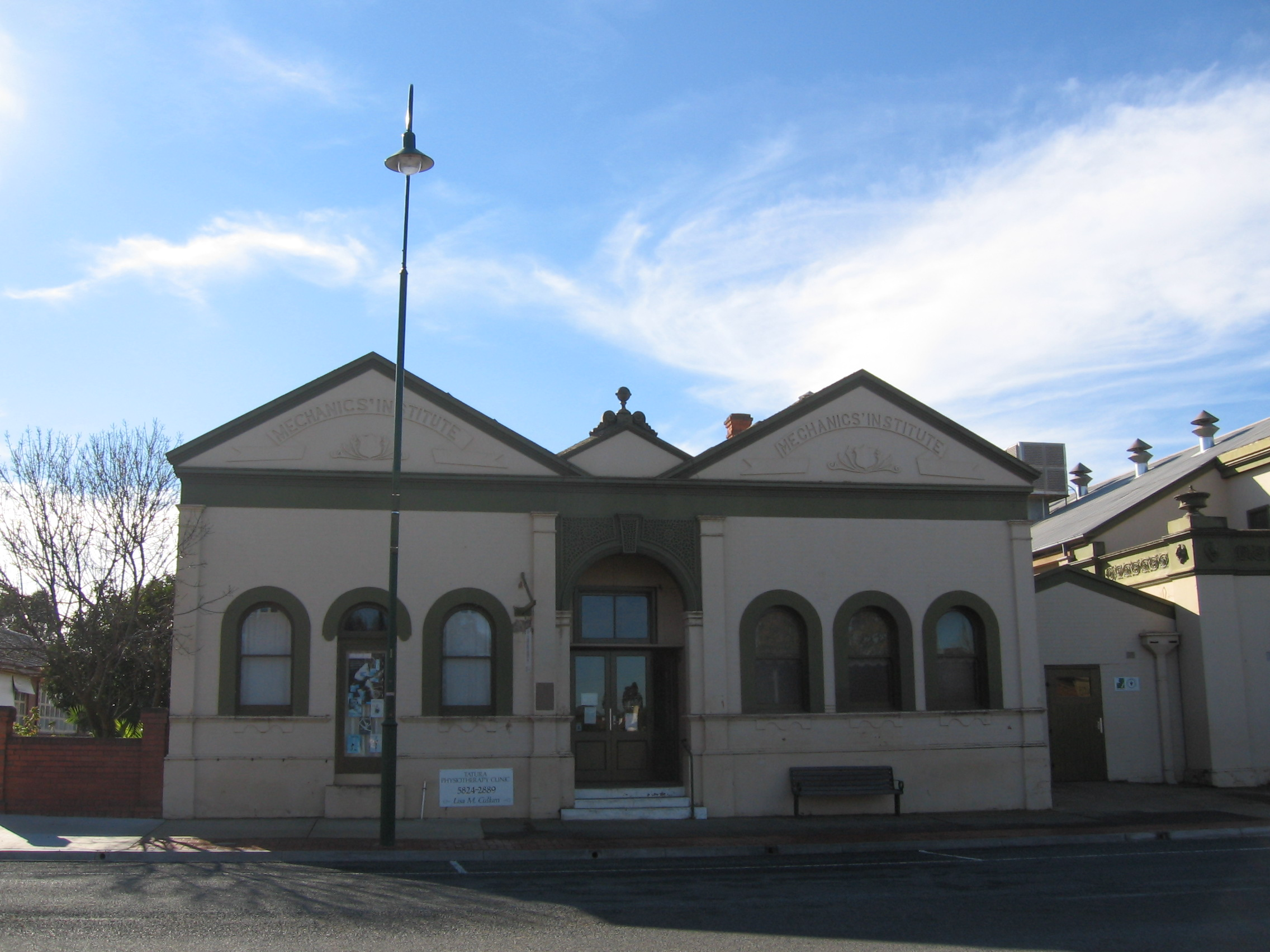
Institut de mécanique de Tatura.
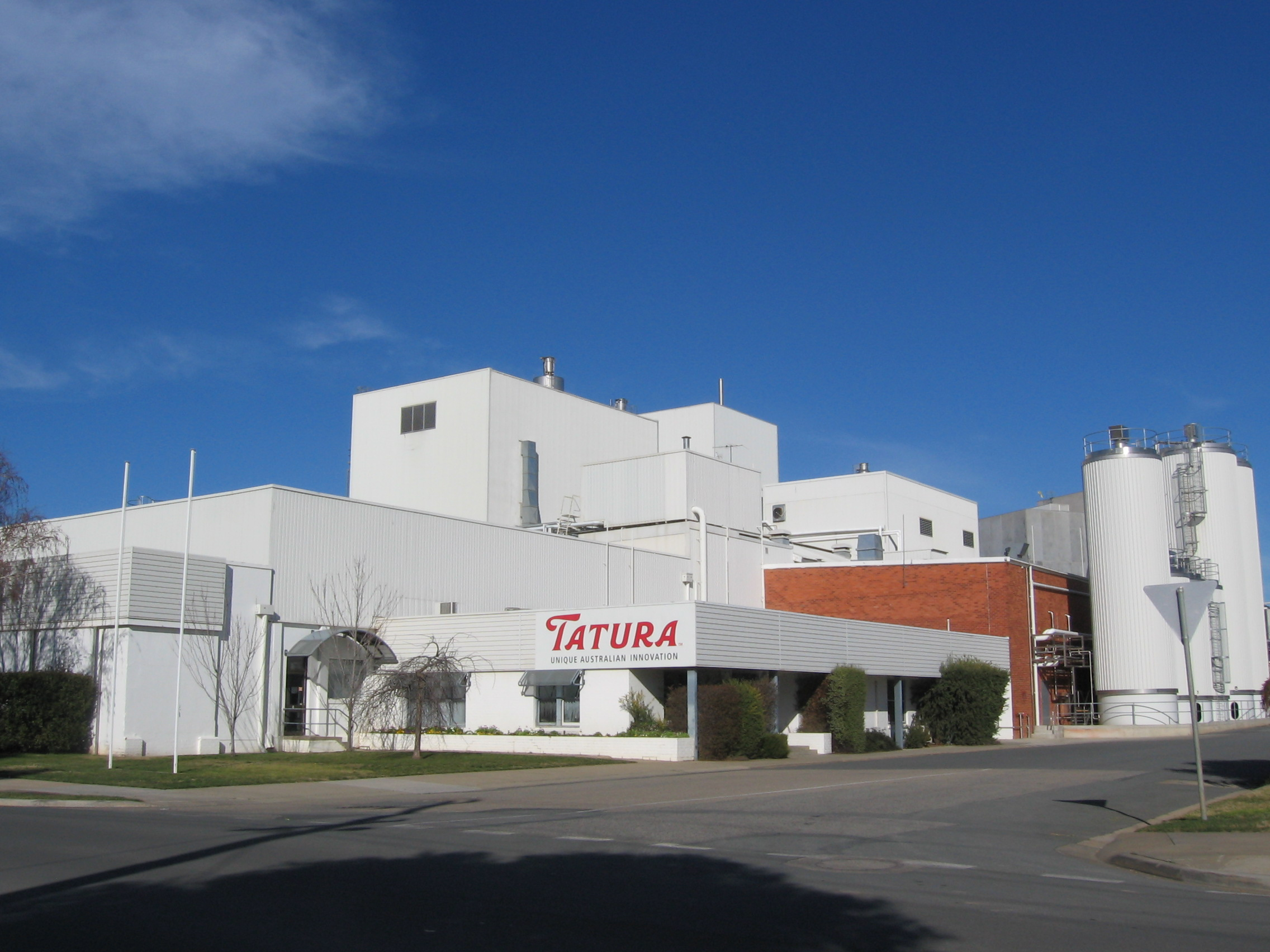
Laiterie de Tatura.
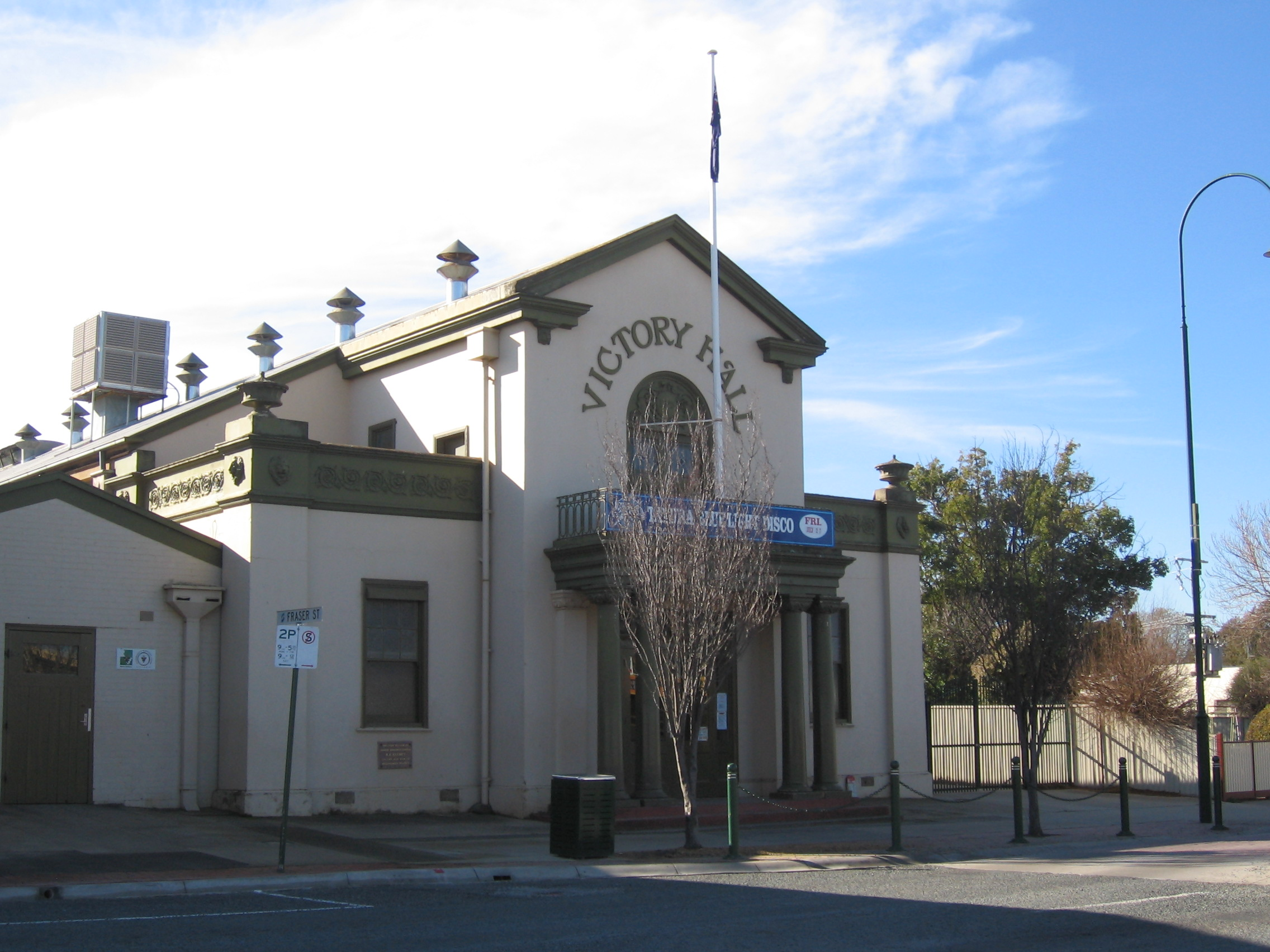
Victoria Hall de Tatura.
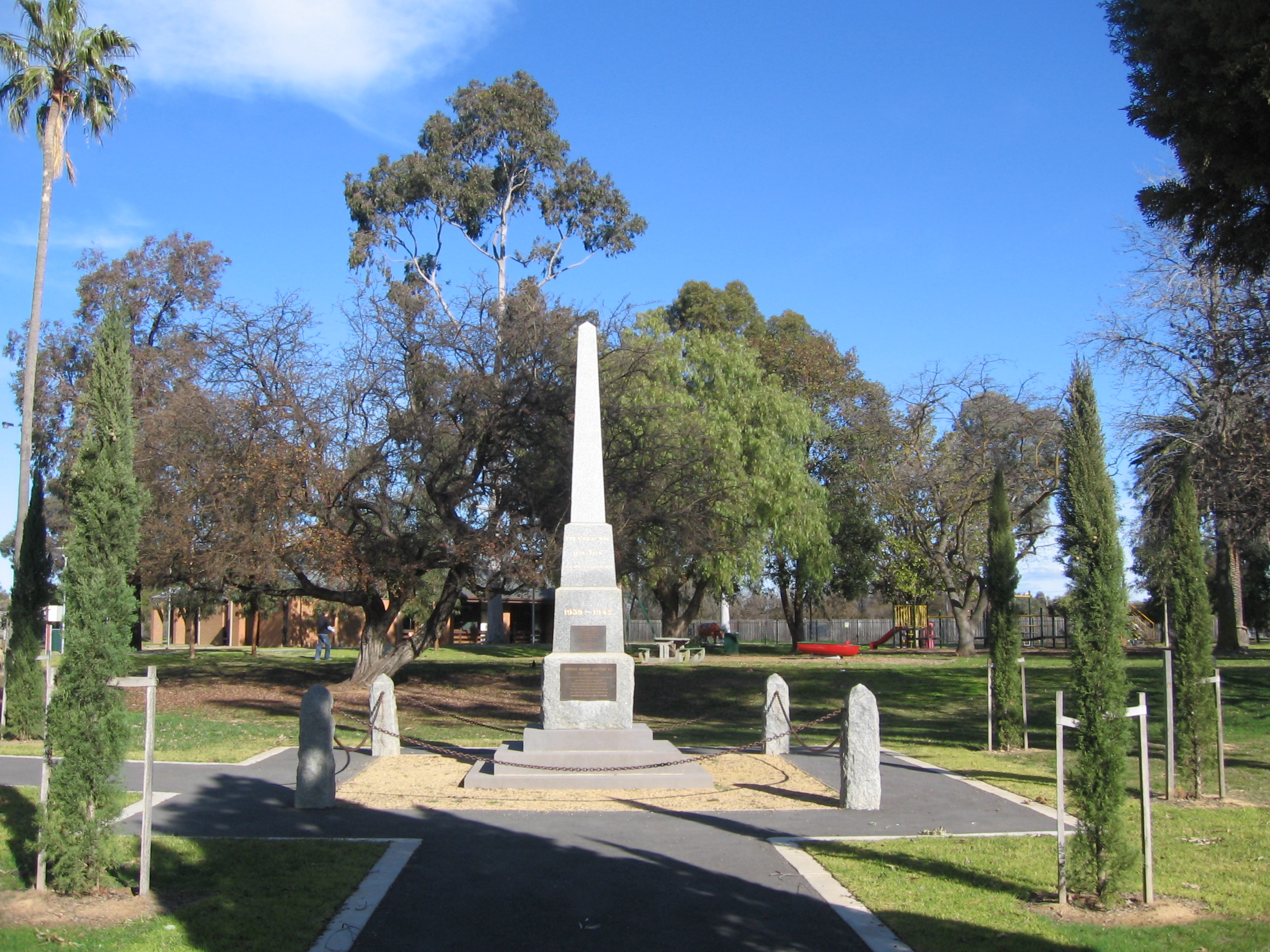
Monument aux morts de Tatura.